# Théophane Chrysobalantès
Pour les articles homonymes, voir Théophane.
Théophane Chrysobalantès (en grec Θεοφάνης Χρυσοβαλάντης) est un médecin byzantin, ayant probablement vécu au Xe siècle, auteur notamment d'une compilation de médecine générale appelée Synopsis ou Épitomè.
L'ouvrage, qui a connu une grande diffusion (plus de 50 manuscrits conservés échelonnés entre le XIVe  et le XVIe siècle), est adressé à un « empereur Constantin Porphyrogénète » (Πρὸς Κωνσταντῖνον τὸν πορφυρογέννητον βασιλέα σύνοψις ἰατρικῆς ἁπάσης τέχνης) qui doit être Constantin VII (regn. 913-959), empereur qui fit établir de nombreuses anthologies et compilations dans tous les domaines. La forme est celle des Collections médicales d'Oribase, et les 297 chapitres sont constitués surtout d'éléments empruntés à ce dernier auteur, à Aétios d'Amida, à Alexandre de Tralles et à Paul d'Égine. Les éditions parues entre le XVIe  et le XVIIIe siècle étaient placées sous le nom erroné de « Theophanes Nonnos », venant d'une note marginale figurant dans un manuscrit d'André Darmarios qui a servi à les établir. Le véritable nom, « Theophanes Chrysobalantes », a été trouvé sur un autre manuscrit, le Vind. med. gr. 50.
Deux autres traités médicaux sont du même auteur : l'un Sur les médicaments (Περὶ φαρμάκων), l'autre Sur les aliments (Περὶ τροφῶν).